# 소프트볼

소프트볼의 픽토그램.

소프트볼(영어: softball)은 미국을 중심으로 여러 국가에서 행해지는 단체 경기이다. 이 경기는 야구에서 직접적으로 유래되었으며, 야구와의 주된 차이점은 야구보다 더 큰 공을 사용하며 투수가 공을 언더스로로 던진다는 점이다. 이 경기는 일리노이주 시카고에서 조지 핸콕이 처음 고안했다. 최초의 소프트볼 경기는 둥글게 만 권투 장갑을 공으로 쓰고 빗자루를 야구 배트처럼 사용하여 이루어졌었다.

## 역사
소프트볼은 야구 선수들이 겨울 동안 실내에서 트레이닝을 하기 위하여 1887년 미국에서 창안되었다고 한다. 그 후 1920년경 실외 경기로 실시되면서 플레이그라운드볼로 일컬어졌으며, 1933년 전미국 대회가 시카고에서 개최되면서 일정한 경기 규칙도 정해지고, 명칭도 소프트볼로 바뀌었다. 이후 1949년 국제소프트볼연맹이 창설되었고, 1962년에는 세계여자 소프트볼 선수권대회가 미국에서 개최되었다. 대한민국에는 8.15 광복과 함께 진주한 미군들이 처음 소개하였다.

## 경기장

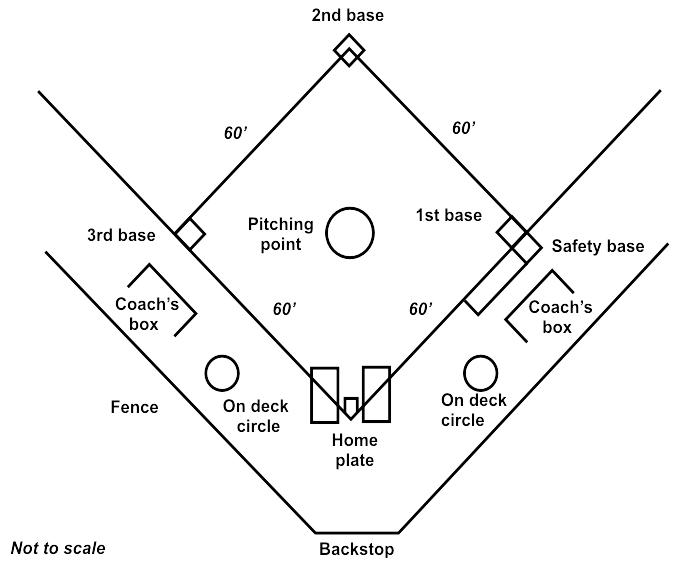
소프트볼 경기장 내야 다이어그램.

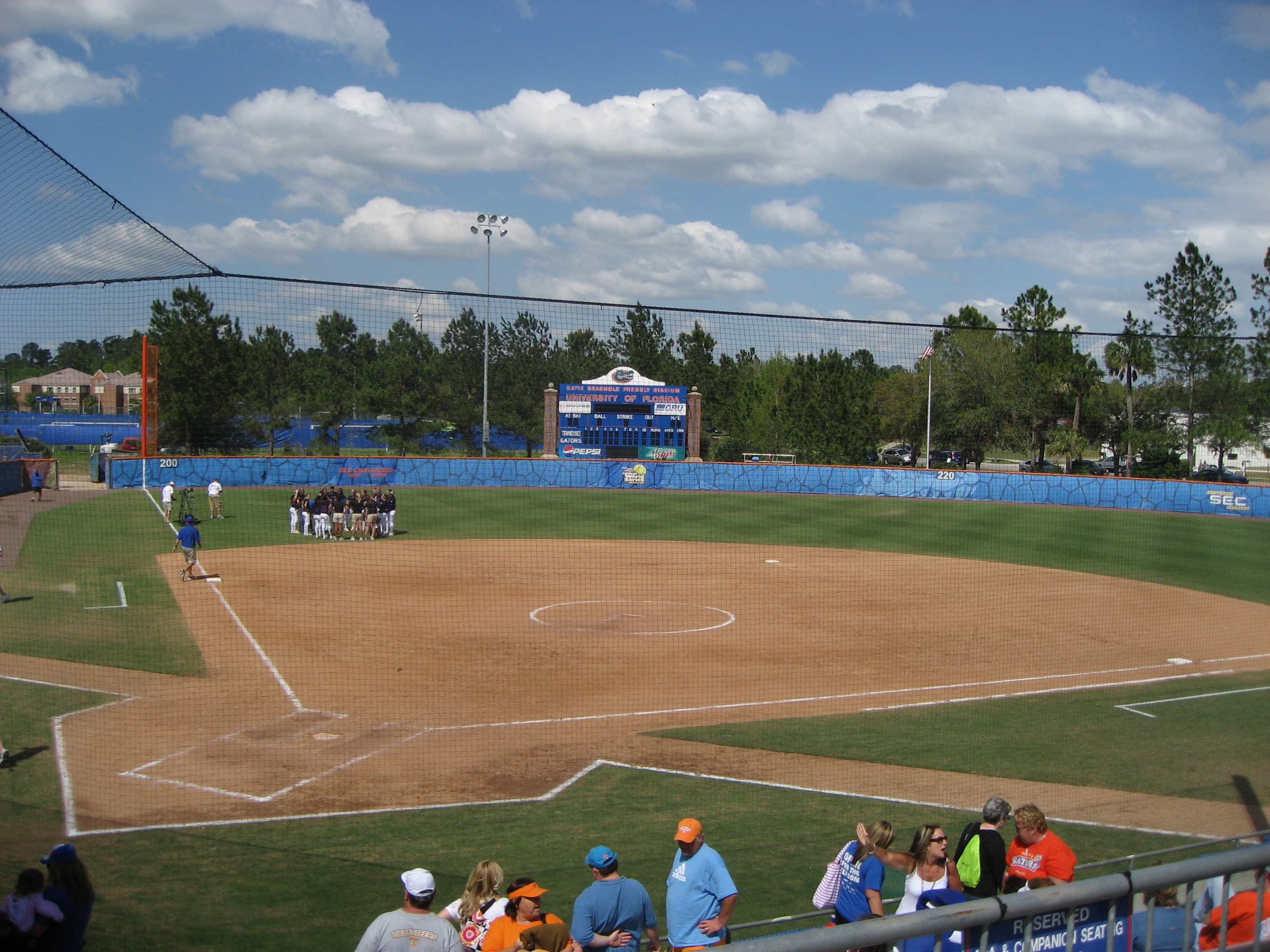
소프트볼 경기장의 모습

소프트볼 경기장(field)은 페어(fair) 영역과 파울(foul) 영역으로 나뉜다. 페어 영역은 다시 내야(內野, infield)와 외야(外野, outfield)로 구분된다. 전체 영역의 외곽에는 펜스가 둘러쳐진다.
페어 영역 및 파울 영역을 나누는 파울 라인은 본루(本壘, home plate)에서 일정한 각도로 곧게 그려진다. 베이스와 베이스 간에 그려지는 베이스라인(baseline)의 최소 길이는 경기의 종류에 따라 조금씩 다르다(아래의 공식 규격 참고). 펜스는 경기장의 한계를 나타내게 되며, 본루로부터 펜스까지의 거리는 모든 지점에서 항상 일정해야 한다.
본루 뒷쪽 공간은 백스탑(backstop)이라 불리며, 본루로부터 25~30피트(7.62~9.14미터)의 거리가 확보되어야 한다. 이 거리는 경기의 종류에 따라 약간의 차이가 있다.
본루는 내야 마름모꼴의 꼭짓점을 이루는 베이스들 중 하나로 오각형의 형태이다. 본루를 제외한 나머지 베이스들은 15평방인치(38센티미터)의 정사각형이다. 모든 베이스는 캔버스 내지는 그와 유사한 재질로 만들어지며, 두께는 5인치(13센티미터) 이하이다. 베이스들은 땅에 단단히 고정된다. 각 베이스들은 반시계 방향 순서로 1루, 2루, 3루로 각가 불린다. 때때로, 1루 바로 바깥쪽의 파울 영역에는 '더블 베이스'(double base) 또는 '세이프티 베이스'(safety base)라고 불리는 다른 색으로 칠해진 베이스가 설치되기도 한다. 이것은 1루수와 주자의 충돌을 방지하기 위한 장치로, 1루수는 기존의 1루 베이스를 사용하면서 주자는 바로 바깥쪽에 설치된 더블 베이스를 사용하게 된다. 그러나 이것은 필수적으로 설치되어야 하는 것은 아니며, 보통 남자 경기보다는 여자 경기에서 주로 쓰인다. ISF 챔피언십에서는 더블 베이스가 필수적으로 설치되어야 한다.
내야는 경기장 중앙 마름모꼴의 영역과 내야수들이 활동하는 그 주변의 공간을 포함한다. 외야는 베이스라인과 외야 펜스 사이의 공간을 의미한다. 내야는 일반적으로 흙 재질의 땅으로 이루어지며, 외야에는 잔디가 심어진다.

## 경기 용구

### 공

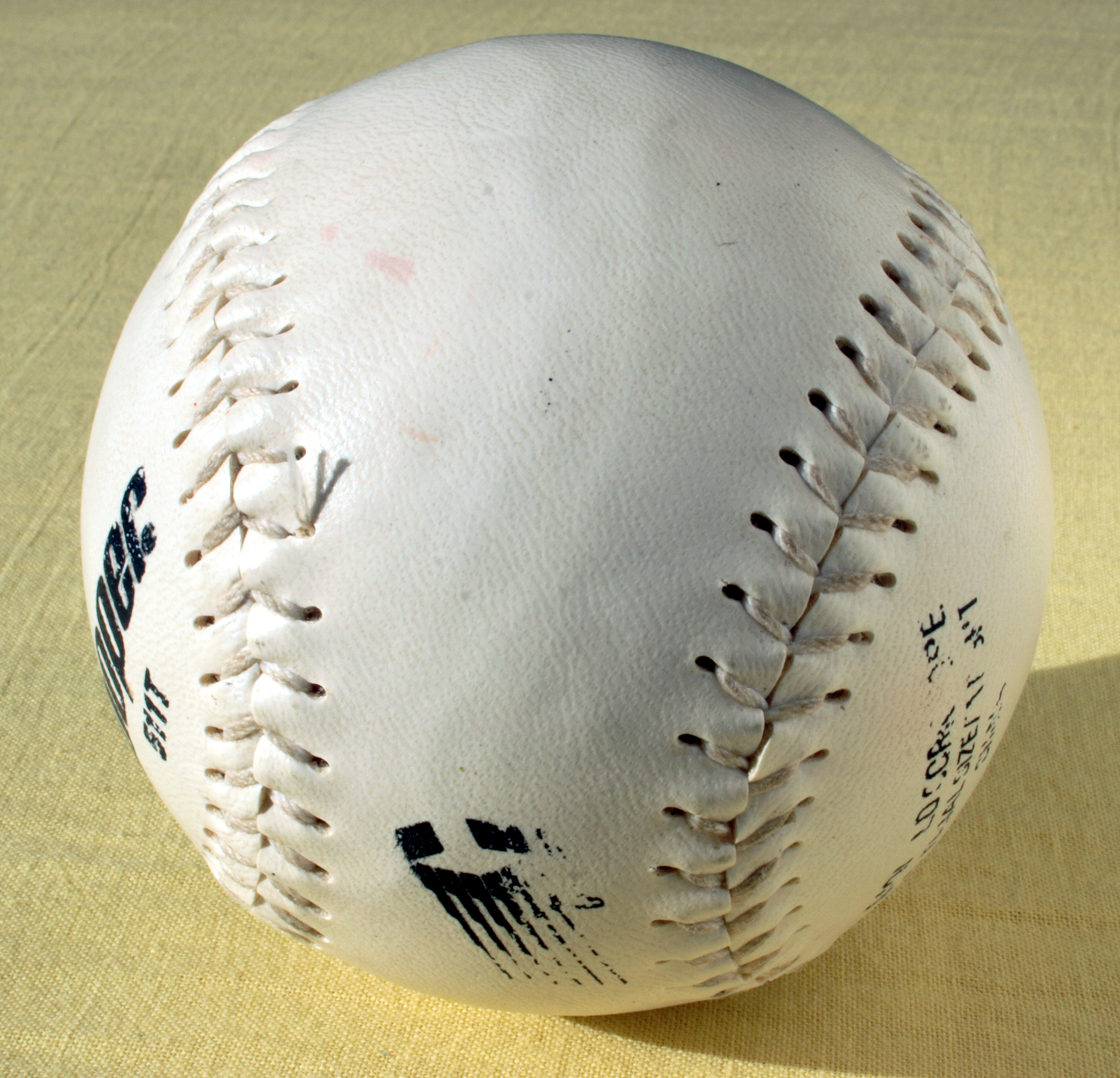
소프트볼의 공.

둘레 30.48cm, 무게 177.19-198.45g의 고무나 가죽으로 된 것이어야 한다.

### 배트
길이 86.36cm 이하, 가장 굵은 부분의 지름 5.72cm 이하의 재질은 금속, 대나무, 플라스틱, 흑연, 카본, 마그네슘, 유리섬유, 요업제품 또는 이들 재질을 합성하여 만들어지나, 현재는 알루미늄 재질의 둥근 것을 주로 사용한다.

## 경기 방법 및 규칙
- Fast Pitch
- Slow Pitch
- Modified

개의 종류가 있다
인원
Fast Pitch와 Modified는 9명이나 10명으로 공격과 수비를 7회에 걸쳐 번갈아 한다.
Slow Pitch는 10명으로 공격과 수비를 7회에 걸쳐 번갈아 한다.
득점
공격을 하고 베이스에 나간 주자가 1·2·3루를 돌아 홈 베이스에 들어옴으로써 1점을 얻게 된다.
투구 동작의 규정
다 음과 같은 규정을 위반하면 타자에게는 볼이 선언되고 주자에게는 1루 진루를 허용한다.
1. 투수는 양발을 투수판에 정확히 대고 양 어깨가 1·3루를 향하게 하여 본루에 대해 정면으로 선다.
2. 공은 몸 앞에서 잡아 1초 이상 5초 이내의 정지 동작을 취해야 하며 20초 이내에 투구를 하여야 한다
3. 공이 손에서 떨어지는 위치는 무릎 아래여야 한다.
4. 공을 던질 때는 한 발을 앞으로 1보만 내디딜 수 있으며, 다른 한 발은 플레이트에서 떨어지지 않아야 한다.

도루의 규정
투수가 공을 던지기 전에 베이스를 벗어나면 아웃이 선언된다.

## 소프트볼 용어
| 이름          | 영어          | 규칙 |
| ------------- | ------------- | --- |
| 데드 볼       | dead ball     | 투수가 공을 던졌을때, 그 공이 타자의 몸에 맞았을때를 이야기한다.                                        |
| 리터치 플레이 | retouch play  | 베이스에 나가 있는 주자가 야수의 몸에 플라이 볼이 직접 닿았을 때를 이용하여 진루하려고 하는 플레이.     |
| 오브스트럭션  | obstruction   | 주루 방해. 친 공을 아직 처리하지 못한 야수 또는 공도 갖지 않은 야수가 타자나 주자의 진루를 방해하는 것. |
| 인터피어런스  | interference  | 타격방해 또는 수비방해.                                                                                 |
| 일리걸 피치   | illegal pitch | 부정투구(不正投球). 이 경우 심판은 타자에게 '원 볼'을, 각 주자에게는 '원 베이스' 진루를 허용한다.       |
| 파울 팁       | foul tip      | 타자의 배트를 스쳐 직접 포수의 미트 속에 들어간 파울 볼. 이 경우 '원 스트라이크'로 인정된다.            |
| 포스 아웃     | force out     | 후속 주자가 있는 경우, 타자의 타구를 잡은 야수가 주자가 가야 하는 다음 베이스에 던져 아웃시키는 것.     |

## 같이 보기
- 야구